# اليوم الذي ماتت فيه الموسيقى
اليوم الذي ماتت فيه الموسيقى (بالإنجليزية:The Day the Music Died) في 3 فبراير 1959 تحطمت طائرة وقُتل فيها الثلاثي بودي هولي - ريتشي فالنس - The Big Bopper نجوم موسيقى الروك.